# Lotería

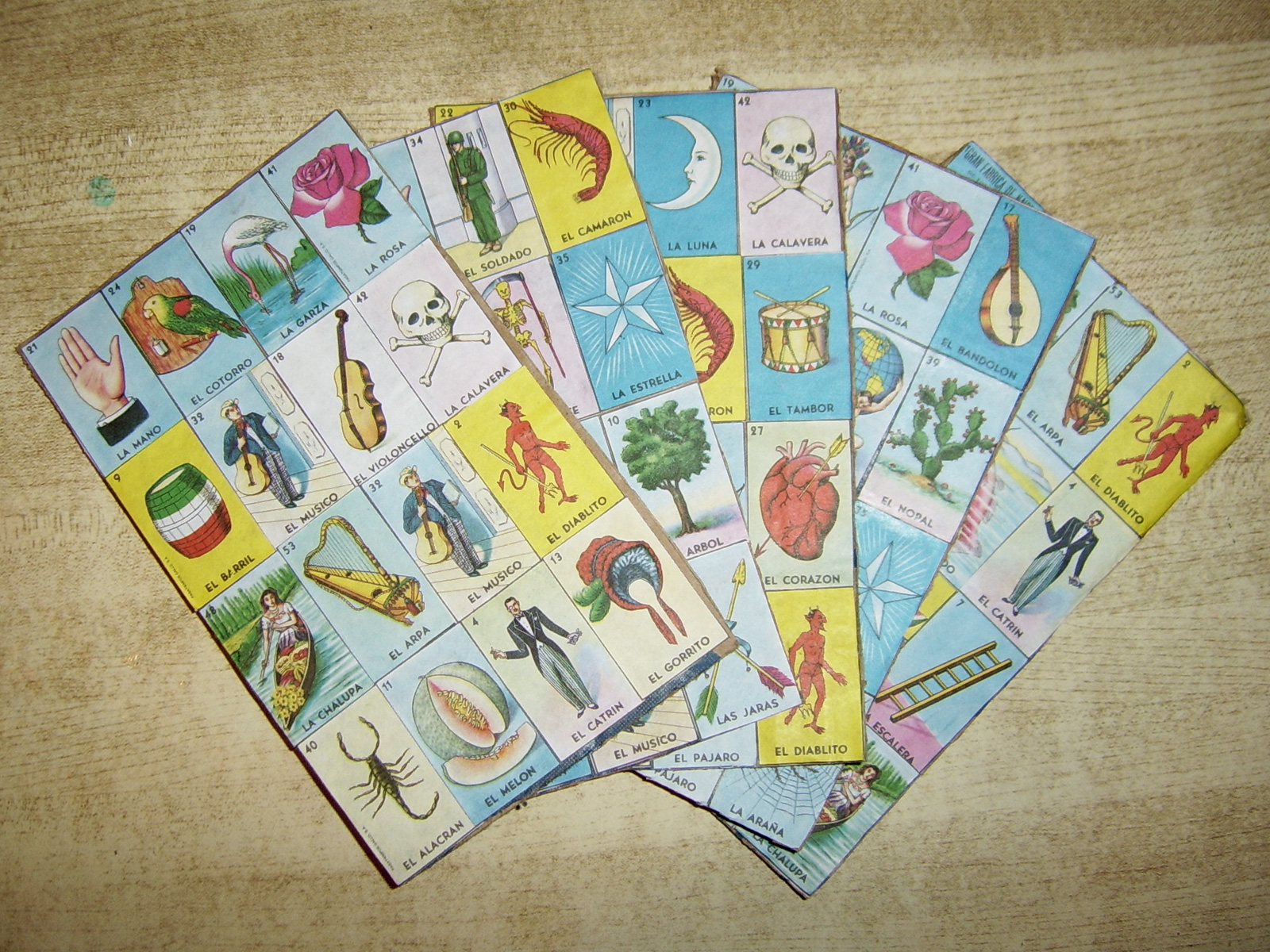
Lotería

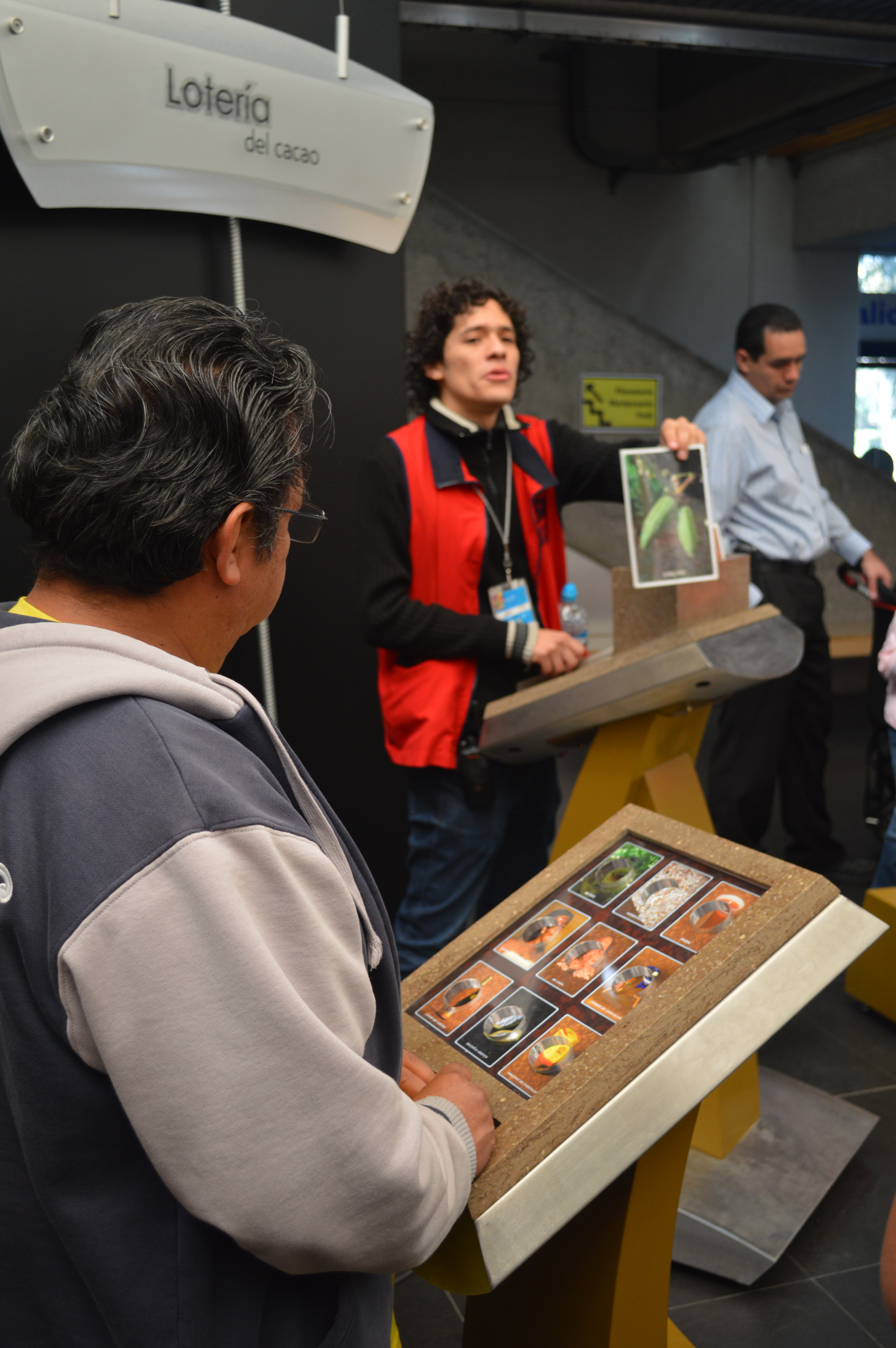
Lotería com tema de cacau no museu Universum na Cidade do México

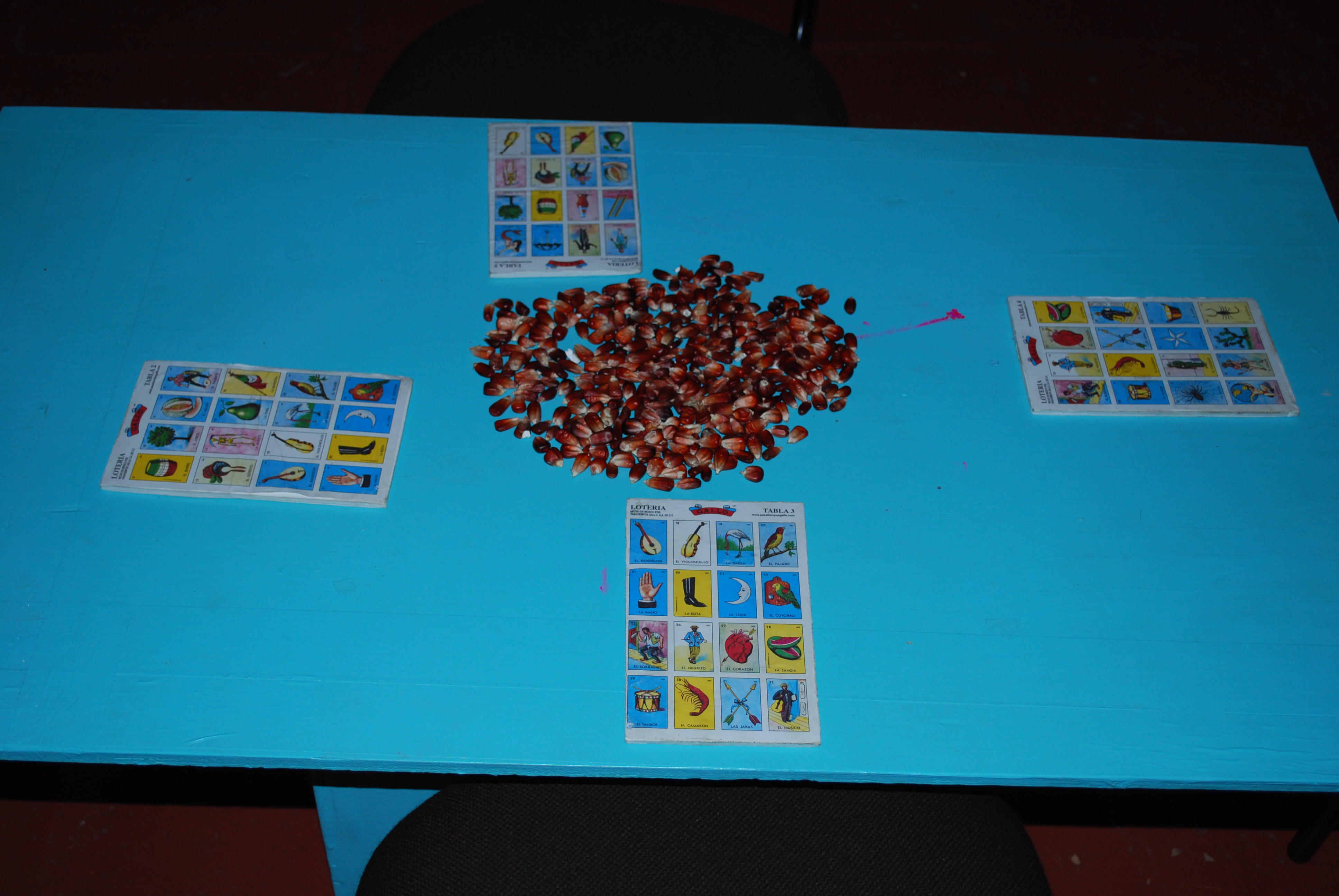
Tabelas e milho seco no Museu de Culturas Populares de Toluca

Lotería é um jogo de azar mexicano que consiste em um lote de 54 cartas e um número indefinido de cartas chamado “tabelas”, com 16 dessas cartas escolhidas aleatoriamente. Toda vez que uma carta é retirada do lote, é anunciada e os participantes devem marcar essa carta em suas tabelas, se a tiverem. O vencedor será aquele que formar em sua tabela o alinhamento especificado no início do jogo com as cartas marcadas e os gritos de vitória. A palavra que é gritada ao ganhar varia de acordo com a região do país; nos Estados Unidos, grita-se “¡Bingo!”. 

## Modo de jogar
O gritador começa o jogo gritando “¡Corre!”, embora a maioria invente uma frase como: “¡Se va y se corre con la vieja del pozole!” ou “Corre y se va corriendo con”. 
Para marcar as cartas na mesa, pode-se colocar qualquer objeto pequeno: moedas, feijões, fichas, rolhas, pedras, bolas de papel, etc. E ganha quem conseguir marcar em sua tabela as cartas que fazem o alinhamento estabelecido no início do jogo, e gritar “¡Lotería!” ou “¡Buenas!”, após o qual recebe um prêmio que pode ser dinheiro pelo qual todos os membros apostaram em sua carta. Isso pode terminar o jogo, mas se o gritador disser “¡No las quiten!” ou “¡Sigue!” o jogo pode continuar até que outra pessoa vença, quantas vezes o gritador decidir; nesses casos, as pessoas que já venceram não podem continuar participando pelo menos até o jogo terminar. Quem quer que cante os números deve marcar os números no painel de controle, os participantes, incluindo o vencedor ou o gritador, devem marcar os números com moedas, feijões, rolhas, pedras, etc. Em muitas feiras populares, é costume jogar por dinheiro ou competir por um prêmio. Para participar, deve-se dar uma taxa que é cobrada pelo gritador ou por um assistente e se chama “la vaquita”, em referência ao costume de algumas comunidades rurais mexicanas que, nos dias de festa, fazem uma cooperação econômica para comprar uma carne para uma refeição coletiva. Quando os jogadores não competem por uma aposta econômica ou por um prêmio, diz-se que jogam “de a frilolito” ou “de a 5”, porque os grãos ou as moedas com as quais as cartas são marcadas são a única coisa em jogo. 
Embora a loteria esteja acostumada a jogar em locais públicos (feiras, quermesses, festivais escolares etc.), também é um passatempo popular em casa, como fora ou dentro de casa, facilitando a localização da venda deste jogo em mercados públicos, artigos de papelaria ou lojas de autoatendimento. Existem até variantes nas quais as imagens são adaptadas em referência a alguma ocasião especial, principalmente despedidas de solteiro e chás de bebê, existem até aplicativos móveis disponíveis para jogar loteria, como “Lotería Mexicana Multijugador”. 

## As cartas
As cartas da loteria com seus personagens, essa seleção varia de acordo com o editor. Na década de 1960, Clemente Jacques y Cía imprimiu uma segunda série de loteria com personagens como Los Futbolistas, El Payaso ou La Bruja, mas essa série nunca teve sucesso.
| 1. El gallo (“o galo”) El que la cantó a San Pedro no le volverá a cantar. O que cantou a São Pedro não lhe voltará a cantar. 2. El diablo (“o diabo”) Pórtate bien cuatito, si no te lleva el coloradito. Comporte-se amigo, ou o pequeno vermelho levá-lo-á embora. 3. La dama (“a dama”) Puliendo el paso, por toda la calle real. Pulando o passo, por toda a rua real. 4. El catrín (“o dândi”) Don Ferruco en la alameda, su bastón quería tirar. Don Ferruco no shopping, sua bengala queria jogar. 5. El paraguas (“o guarda-chuva”) Para el sol y para el agua. Para o sol e para a água. 6. La sirena (“a sereia”) Con los cantos de sirena, no te vayas a marear. Com as músicas da sirene, não fique tonto. 7. La escalera (“a escada”) Súbeme paso a pasito, no quieras pegar brinquitos. Leve-me passo a passo, você não quer dar pequenos saltos. 8. La botella (“a garrafa”) La herramienta del borracho. A ferramenta do bêbado. 9. El barril (“o barril”) Tanto bebió el albañil, que quedó como barril. O pedreiro bebeu tanto que foi deixado como um barril. 10. El árbol (“a árvore”) El que a buen árbol se arrima buena sombra le cobija. Quem abriga uma boa árvore com boa sombra o abriga. 11. El melón (“o melão”) Me lo das o me lo quitas. Ou você me entrega ou tira de mim. 12. El valiente (“o corajoso”) Por que le corres cobarde, trayendo tan buen puñal. Por que você corre, covarde, trazendo uma adaga tão boa? 13. El gorrito (“o gorro”) Ponle su gorrito al nene, no se nos vaya a resfriar. Coloque seu gorro no bebê, não vamos pegar um resfriado. 14. La muerte (“a morte”) La muerte siriqui siaca. Morte, magra e esbelta. 15. La pera (“a pera”) El que espera desespera. Quem espera se desespera. (Um trocadilho: espera “esperar” e es pera “ser uma pera” são homófonos no espanhol mexicano.) 16. La bandera (“a bandeira”) Verde blanco y colorado, la bandera del soldado. Verde branco e vermelho, a bandeira do soldado. 17. El bandolón (“o bandolim”) Tocando su bandolón, está el mariachi Simón. Tocando seu bandolim está o mariachi Simón. 18. El violoncello (“o violoncelo”) Creciendo se fue hasta el cielo, y como no fue violín, tuvo que ser violonchelo. Quando cresceu, ele foi para o céu e, como não era violino, tinha que ser violoncelo. 19. La garza (“a garça”) Al otro lado del río tengo mi banco de arena, donde se sienta mi chata pico de garza morena. Do outro lado do rio, tenho meu banco de areia, onde fica meu bico de bico fino. 20. El pájaro (“o pássaro”) Tu me traes a puros brincos, como pájaro en la rama. Você me levanta, como um pássaro no galho. 21. La mano (“a mão”) La mano de un criminal. A mão de um criminoso. 22. La bota (“a bota”) Una bota igual que l'otra. Uma bota é igual à outra. 23. La luna (“a lua”) El farol de los enamorados. A lanterna dos amantes. 24. El cotorro (“o papagaio”) Cotorro cotorro saca la pata, y empiézame a platicar. Papagaio, papagaio, estique sua garra e comece a conversar comigo. 25. El borracho (“o bêbado”) ¡Ah! qué borracho tan necio, ya no lo puedo aguantar. Ah! Que bêbado tolo, eu não aguento mais. 26. El negrito (“o homenzinho negro”) El que se comió el azúcar. Aquele que comeu o açúcar. 27. El corazón (“o coração”) No me extrañes corazón, que regresó en el camión. Não sinta minha falta, meu amor, você voltou no caminhão. | 28. La sandía (“a melancia”) La barriga que Juan tenía, era empacho de sandía. A barriga que Juan tinha era recheio de melancia. 29. El tambor (“o tambor”) No te arrugues cuero viejo, que te quiero pa'tambor. Não enrugue couro velho, eu te amo, baterista. 30. El camarón (“o camarão”) Camarón que se duerme, se lo lleva la corriente. Camarão que adormece, é levado pela corrente. 31. Las jaras (“as flechas”) Las jaras del indio Adán, donde pegan, dan. As flechas de Adão, o índio, atacam onde atingem. 32. El músico (“o músico”) El músico trompa de hule, ya no me quiere tocar. O músico de lábios de borracha não quer mais tocar para mim. 33. La araña (“a aranha”) Atarántamela a palos, no me la dejes llegar. Amarre-me com paus, não me deixe chegar lá. 34. El soldado (“o soldado”) Uno, dos y tres el soldado p'al cuartel. Um, dois e três, o soldado no quartel. 35. La estrella (“a estrela”) La guía de los marineros. O guia dos marinheiros. 36. El cazo (“a panela”) El caso que te hago es poco. O caso que lhe faço é pequeno. (Um trocadilho: caso “atenção” e cazo “panela” são homófonos no espanhol mexicano) 37. El mundo (“o mundo”) Este mundo es una bola, y nosotros un balón. Este mundo é uma bola, e nós somos um balão. (Um trocadilho: bola pode significar ambos “bola, esfera” e “multidão”, bolón é um superlativo com o último significado) 38. El apache (“o apache”) ¡Ah Chihuahua! cuánto apache con pantalón y huarache. Ah, Chihuahua! Quantos apaches com calças e sandálias. 39. El nopal (“a figueira-da-índia”) Al nopal lo van a ver, nomás cuando tiene tunas. As pessoas vão ver a pera espinhosa, apenas quando ela dá frutos. 40. El alacrán (“o escorpião”) El que con la cola pica, le dan una paliza. Aquele com a cauda coça, eles o espancaram. 41. La rosa (“a rosa”) Rosita, Rosaura, ven que te quiero ahora. Rosita, Rosaura, venha, eu te amo agora. 42. La calavera (“o crânio”) Al pasar por el panteón, me encontré un calaverón. Passando pelo panteão, encontrei uma caveira. 43. La campana (“o sino”) Tú con la campana y yo con tu hermana. Você com o sino e eu com sua irmã. 44. El cantarito (“o pequeno jarro de água”) Tanto va el cántaro al agua, que se quiebra y te moja las enaguas. Tanto o jarro vai para a água, que quebra e molha as anáguas. 45. El venado (“o veado”) Saltando va buscando, pero no ve nada. Pulando, ele procura, mas não vê nada. (Um trocadilho: venado “veado” soa como ve nada “não vê nada”) 46. El sol (“o sol”) La cobija de los pobres. O cobertor dos pobres. 47. La corona (“a coroa”) El sombrero de los reyes. O chapéu dos reis. 48. La chalupa (“a canoa”) Rema rema va Lupita, sentada en su chalupita. Lupita rema, sentado em sua canoinha. 49. El pino (“o pinheiro”) Fresco y oloroso, en todo tiempo hermoso. Fresco e perfumado, sempre bonito. 50. El pescado (“o peixe”) El que por la boca muere, aunque mudo fuere. Aquele que morre pela boca, mesmo que seja mudo. (Em referência a um peixe sendo fisgado pela boca, mesmo que não emita um som.) 51. La palma (“a palmeira”) Palmero sube a la palma y bájame un coco real. Palmeiro, suba na palmeira e traga-me um coco adequado para reis. (Ilumina-se: “Um coco real.”) 52. La maceta (“um vaso de flores”) El que nace pa'maceta, no sale del corredor. Quem nasceu para ser um vaso de flores, não vai além do corredor. 53. El arpa (“a harpa”) Arpa vieja de mi suegra, ya no sirves pa'tocar. A velha harpa da minha sogra, você não está mais tocando. 54. La rana (“a rã”) Al ver a la verde rana, qué brinco pegó tu hermana. Vendo a rã verde, que salto sua irmã bateu. |

Há outra loteria também muito popular chamada de loteria de carvão, com cartas como o carvão, o pote, os jarros, o soprador, o poncho, o equipamento, o molcajete, o metate, o tapete, o chiquihuita e muito mais.

## Homenagem do Google
Em 9 de dezembro de 2019, o Google celebrou Lotería com um Google Doodle. O jogo interativo tem as cartas El apache, El borracho, El diablito, El gorrito, La muerte, El negrito, El soldado, e El valiente substituídas por El ajolote (“o axolote”), El buscador (“o buscador”), La concha (“o pão”), El elote (“o milho”), El emoji (“o emoji”), El gorro (“a touca”), El guacamole (“o guacamole”), e El xoloitzcuintle (“o pelado mexicano”).[carece de fontes?] Ilustrações para as cartas La sirena e El guacamole não encontradas durante o jogo ainda podem ser vistas no fundo da tela.